# 1 Miljoen Wat?
1 Miljoen Wat? was een spelprogramma op de Nederlandse zender Tien dat werd gepresenteerd door Winston Gerschtanowitz en gesponsord werd door de Nationale Postcode Loterij.
Drie kandidaten moeten vragen foutloos beantwoorden. Alleen op die manier maken zij kans op één miljoen. Alleen is de vraag: "1 Miljoen Wat?" Dit miljoen kan euro's zijn maar ook in een andere valuta worden uitgekeerd.

## Spelverloop

### Spelverloop eerste seizoen

#### Hoofdronde
Drie kandidaten zitten met de ruggen naar elkaar toe op een miljoenenrad. Voor hen staan 21 beeldschermen met het beeld naar het publiek gericht met daarop de valuta. In het begin is dit de euro. Een van de kandidaten begint met het beantwoorden van een drie-keuzevraag. Hierbij worden echter niet meteen de drie keuzes gegeven. Nadat keuze A is gegeven moet de kandidaat nagaan of dit het juiste antwoord is. Zo ja, dan speelt hij/zij voor antwoord A. Zo, nee, dan wordt antwoord B gegeven. Hierbij gaat de kandidaat weer na of dit het juiste antwoord is. Is ook dit het onjuiste antwoord dan wordt antwoord C gegeven, dat goed moet zijn. Wanneer de kandidaat de vraag juist heeft beantwoord, is de volgende kandidaat aan de beurt. Maar als het gegeven antwoord fout is, betekent dit het einde van het spel voor het team.
Een kandidaat kan een vraag ook wegspelen. De speler aan wie de vraag wordt doorgegeven, krijgt alle antwoorden direct te zien. Wel wordt er dan sowieso een lagere valuta op een aantal schermen weergegeven, er is immers een 'hulpoptie' gebruikt. In totaal kunnen de kandidaten een vraag drie keer wegspelen.

#### Finale
Na twaalf vragen zijn de kandidaten verzekerd van 1 miljoen, zij weten echter nog niet in welke valuta.
In deze finale krijgen de kandidaten eerst nog een dertiende vraag, de zogenaamde 1 Miljoen Wat-vraag. Die vraag spelen de kandidaten met z'n drieën. De presentator stelt een vraag. Alle drie de kandidaten krijgen een antwoord. Bij deze vraag kunnen er meerdere antwoorden kloppen. Voor elke fout die de kandidaten maken, komt er een lagere valuta op het Miljoenenrad bij. Maar als alle drie de kandidaten een goed antwoord geven, komt er één scherm met 1 miljoen euro terug op het miljoenenrad .
Na de '1 Miljoen Wat-vraag' laat een dealmaker zich horen en probeert hij de kandidaten te verleiden met een aardig bod. Onderling moeten de drie afspreken waar ze voor kiezen: het bod van de dealmaker of het miljoenenrad . Op het miljoenenrad zit sowieso 1 miljoen euro, de rest van het rad is bepaald door het spel (foute antwoorden in de '1 Miljoen Wat-vraag' en het doorgeven van vragen zorgen voor veranderingen op de schermen).
1. Het bod van de dealmaker. De drie kandidaten verkrijgen het bedrag van de dealmaker en gaan hiermee naar huis.
2. Het miljoenenrad . Een camera draait langs alle beeldschermen(de kijker ziet de beeldschermen één voor een voorbijkomen met daarbij een pijltje onder in het scherm) en stopt zodra een van de kandidaten op een knop drukt. Het scherm waar de camera stopt geeft de valuta weer. De kandidaten nemen het bedrag van één miljoen mee in de gegeven valuta(omgerekend in euro's).

De meest omstreden aflevering was de vierde aflevering van de eerste serie. In de finale draaiden de deelnemers aan het miljoenenrad . Winston Gerschtanowitz zag op de, voor hem(en voor de kijker thuis) wel zichtbare schermen, dat de kandidaten met 1 miljoen euro naar huis zouden gaan indien ze voor het bedrag op het miljoenenrad zouden kiezen. Het bod van de dealmaker was € 80.000,-. Gerschtanowitz voedde de twijfels bij de kandidaten door meermalen zeer nadrukkelijk te stellen dat er op het miljoenenrad ook vele lagere bedragen stonden dan het bod van de dealmaker en dat € 80.000,- een heel mooi bedrag is. De kandidaten kozen hierop voor het bod en liepen zo 1 miljoen euro mis.

#### De stem van de dealmaker
De stem van de dealmaker was van Cees Geel.

#### Valuta seizoen 1 en hun waarde
- 1 miljoen euro
- 1 miljoen Singapore dollars (496.598 euro)
- 1 miljoen Zweedse kronen (108.243 euro)
- 1 miljoen Russische roebel (29.206 euro)
- 1 miljoen Japanse yen (6.861 euro)
- 1 miljoen Indonesische roepia (91 euro)
- 1 miljoen Zimbabwaanse dollars (13 euro)

### Spelverloop seizoen 2
Na één seizoen werd het spelverloop van 1 Miljoen Wat? al grondig veranderd: er hoeven dan nog maar tien vragen beantwoord te worden en de kandidaten kunnen op elk moment stoppen.
Hoe gaat het nu: de kandidaten moeten vragen beantwoorden (maximaal tien) en per goed antwoord komt er een hogere valuta op het miljoenenrad . Aan het begin van het spel is het rad nog helemaal leeg, maar per goed antwoord komt er een valuta op het miljoenenrad .
Echter: als er een van de drie hulpopties worden gebruikt, komt er geen hogere valuta en ook hier geldt: één foutje is game over.

#### Stoppen
De kandidaten kunnen op ieder moment stoppen en dan mogen ze aan het miljoenenrad draaien. Als echter alle zeven valuta op het rad staan, hoeven de kandidaten, indien ze stoppen, niet per se aan het miljoenenrad te draaien: Winston Gerschtanowitz kan ze dan namelijk ook zo een koker met geld geven. Het hangt af van wat de kandidaten kiezen. Hiermee is Winston feitelijk zelf de dealmaker.

#### Valuta seizoen 2 en hun waarde
- 1 miljoen euro
- 1 miljoen Singapore dollars (488.448 euro)
- 1 miljoen Zweedse kronen (110.668 euro)
- 1 miljoen Russische roebel (28.753 euro)
- 1 miljoen Japanse yen (6.503 euro)
- 1 miljoen Indonesische roepia (82 euro)
- 1 miljoen Zimbabwaanse dollars (32 euro)